# Carlo Lizzani
Carlo Lizzani (ur. 3 kwietnia 1922 w Rzymie, zm. 5 października 2013 tamże) – włoski reżyser i scenarzysta filmowo-telewizyjny oraz producent filmowy.

## Życiorys
Zaczynał karierę jako twórca neorealistycznego dramatu wojennego Achtung, Banditen! (1951). Zdobywca wielu nagród, w tym dwukrotny zdobywca nagrody David di Donatello. Po raz pierwszy w roku 1968 w kategorii „Najlepszy reżyser” za film Bandyci w Mediolanie i dwadzieścia osiem lat później w 1996 roku w kategorii „Najlepszy scenariusz” za film Celuloid.